# HD 163234
HD 163234，又名CD-4012001，SAO 228564、HR 6678，是一颗恒星，视星等为6.43，位于銀經351.35，銀緯-7.76，其B1900.0坐标为赤經17h 49m 55s，赤緯-40° -7.76′ 23″。